# Vít Vomáčka
Vít Vomáčka (* 17. ledna 1960 Česká Lípa) je český politik, pedagog a zootechnik, od října 2021 poslanec Poslanecké sněmovny PČR, v letech 1991 až 2022 starosta obce Kravaře na Českolipsku, člen ODS.
Jeho postoje jsou blízké principu subsidiarity, staví se velmi kriticky k zásahům státu do komunálních záležitostí. Intenzivně se zapojuje do veřejného života, působí v rámci své obce i celého regionu, například jednou zajistil simulátor Formule 1 pro ZŠ Kravaře, jindy vytvořil takzvanou galerii lumpů.
Býval aktivním hráčem basketbalu a závodním plavcem.

## Život

### Mládí
Vít Vomáčka se narodil 17. ledna 1960 v České Lípě. Oba jeho rodiče byli pedagogové. Po absolvování SZTŠ v České Lípě pracoval v JZD ČSSP Kravaře jako zootechnik. Poté nastoupil na základní vojenskou službu, kde se angažoval na chovné stanici psů. Po návratu ze služby začal dálkově studovat ČZU v Praze. Tou dobou zároveň krátce působil jako pedagog na SZTŠ Česká Lípa a Střední zahradnické škole Děčín Libverda. V prvních svobodných volbách roku 1990 byl zvolen do zastupitelstva obce Kravaře. Od května 1991 do října 2022 zde nepřetržitě zastával funkci starosty.

### V politice
Roku 1996 za účelem dopravního spojení s Českou Lípou a okolními obcemi založil obecní dopravní společnost BUS Kravaře s.r.o., která fungovala do roku 2009, kdy byla převedena na ČSAD Semily.
V létě 2013 vzbudil kontroverzi, když na obecním webu zveřejnil jména zlodějů v obci. Tento počin byl shledán nezákonným. Událost vešla ve známost jako galerie kravařských lumpů. Starosta si za svým činem pevně stojí a zdůvodňuje ho tím, že řešení i jen drobné kriminality (např. vandalismu) představuje pro malé obce nemalé výdaje z obecního rozpočtu. Soudí, že občané mají právo vědět, kdo tyto výdaje veřejných (a tedy i „jejich“) peněz způsobuje. Také zastává názor, že takováto galerie lumpů by zároveň sloužila jako prevence páchání přestupků.
Podporoval výstavbu silničního obchvatu Kravař, který byl nakonec po dvou letech stavby zprovozněn na podzim 2019.
Několikrát mu byla nabídnuta kandidatura za různé politické subjekty, tu však vždy odmítl s tím, že si hodlá zachovat svou nestrannost. Návrh ODS, aby za stranu kandidoval do Senátu v roce 2020 přijal pod podmínkou, že mu bude zaručena nezávislost.
V září 2020 v rozhovoru s Milanem Bártou pro I-NOVINY.cz mimo jiné uvedl, že Senát považuje za nezbytnou součást demokratického systému. Jako senátor by o důležitosti této instituce chtěl přesvědčovat občany, a to zejména smysluplnou a produktivní činností.
Kandidoval za obvod č. 36 – Česká Lípa jako nestraník s podporou ODS. V prvním kole získal 15,28 % hlasů, a postoupil tak z druhého místa do druhého kola. V něm byl poražen kandidátem hnutí STAN a hnutí Starostové pro Liberecký kraj Jiřím Voseckým poměrem hlasů 47,12 % : 52,87 %, a senátorem se tak nestal.
Při výročí třiceti let v úřadu starosty, 14. května 2021, obdržel Vomáčka pamětní list od předsedy Senátu Miloše Vystrčila, který při té příležitosti Kravaře navštívil.
Ve volbách do Poslanecké sněmovny PČR v roce 2021 úspěšně kandidoval z pozice nestraníka za ODS na 3. místě kandidátky koalice SPOLU (tj. ODS, KDU-ČSL a TOP 09) v Libereckém kraji. Kandidoval ze třetího místa, díky preferenčním hlasům se umístil druhý, což mu umožnilo zvolení (koalice SPOLU v Libereckém kraji získala jen dva mandáty).
Ve volbách do Poslanecké sněmovny PČR v roce 2025 kandiduje z pozice člena ODS na 2. místě kandidátky koalice SPOLU (tj. ODS, KDU-ČSL a TOP 09) v Libereckém kraji.

## Rodina
Oba jeho rodiče byli pedagogové. Jeho otec, doc. Jiří Vomáčka, vedl katedru pedagogiky a psychologie na pedagogické fakultě TUL.
Má dvě dcery a tři vnučky.